# 13,2mm kulomet Hotchkiss
13,2mm kulomet Hotchkiss byl francouzský těžký kulomet s hlavní délky 76 ráží, používaný za druhé světové války Francií a řadou dalších zemí. V Japonsku probíhala licenční výroba jako 13mm kulomet typu 93, respektive 13mm kulomet typu HÓ. Používal se v jedno–, dvou– a čtyřhlavňovém uspořádání jako protiletadlová zbraň na zemi i na moři.

## Vývoj
Koncem dvacátých let 20. století navrhl Hotchkiss řadu protiletadlových zbraní v rážích od 13,2 až po 37 milimetrů. Všechny vycházely z 8mm kulometu Hotchkiss M1914 poháněného odběrem plynů z hlavně, který prokázal své kvality za Světové války a byl tehdy pořád ještě ve výzbroji. Hotchkiss navrhl 13,2mm kulomet jako pěchotní zbraň, která by se – umístěná na trojnožku – dala použít proti lehce pancéřovaným cílům. Francouzští velitelé, kteří požadovali protiletadlovou zbraň, návrh zamítli. Obávali se, že by projektily padající z velké výšky (poté, co nezasáhly letadlo) ohrozily vlastní vojáky. Upřednostňovali proto větší ráže s autodestrukčními projektily.
13,2mm Hotchkiss ve dvou– a čtyřhlavňovém uspořádání ale našel využití jako námořní protiletadlová zbraň a zkoušelo se i využití u tankového vojska.

## Uživatelé

### Francie
Francouzské letectvo používalo dvouhlavňovou variantu umístěnou na trojnožce a označovanou jako mitrailleuse de 13,2mm CA mle 1930 pro obranu svých letišť a dalších strategických lokací.
Francouzské námořnictvo používalo dvou– a čtyřhlavňovou variantu na svých lodích. Lodě, které za druhé světové války prošly modernizací ve Státech, se svých 13,2mm kulometů zbavily ve prospěch 20mm Oerlikonů.
V jednohlavňové variantě tvořil hlavní výzbroj některých průzkumných tanků AMR-35 a pancéřového kolového vozidla Laffly 80AM. Montoval se také do pevnostních objektů.

### Japonské císařství
Počátkem třicátých let 20. století dovezli Japonci několik dvou– a čtyřhlavňových kompletů a podrobili je zkouškám. Oficiálně byla nová zbraň přijata do výzbroje císařského námořnictva 4. února 1933 a vlastní licenční výroba se v Japonsku rozběhla v roce 1935. Koncem roku 1944 byla produkce 1200 kusů měsíčně.
Lodě, které tyto kulomety obdržely před válkou (například Rjúdžó nesla po dokončení 6×IV 13,2 mm), se jich později většinou zbavily ve prospěch 25mm kanónu typu 96 – rovněž importovaného Hotchkiss. V pozdějším období války se na lodě hromadně montovaly 13,2mm kulomety v jednohlavňovém uspořádání, aby doplnily 25mm kanóny.

### Polsko
Minonoska ORP Gryf byla vybavena dvěma dvouhlavňovými komplety.